# Cafetariamodel
Een cafetariamodel of keuzemodel arbeidsvoorwaarden is een systeem waarbij werknemers hun arbeidsvoorwaardenpakket (deels) zelf kunnen samenstellen. In het cafetariamodel biedt de werkgever de werknemer een aantal uitruilmogelijkheden. Onderdeel van een cafetariamodel kan bijvoorbeeld zijn het kopen of verkopen van verlof. Ook kan het cafetariamodel de mogelijkheid bieden om belast loon te ruilen voor onbelaste beloningselementen, zoals vakbondscontributie of een fiets. Het op deze manier verlagen van het belaste loon kan gevolgen hebben voor de grondslag voor sociale verzekeringen en de pensioengrondslag.